# Tocklergasse 1 (Bamberg)

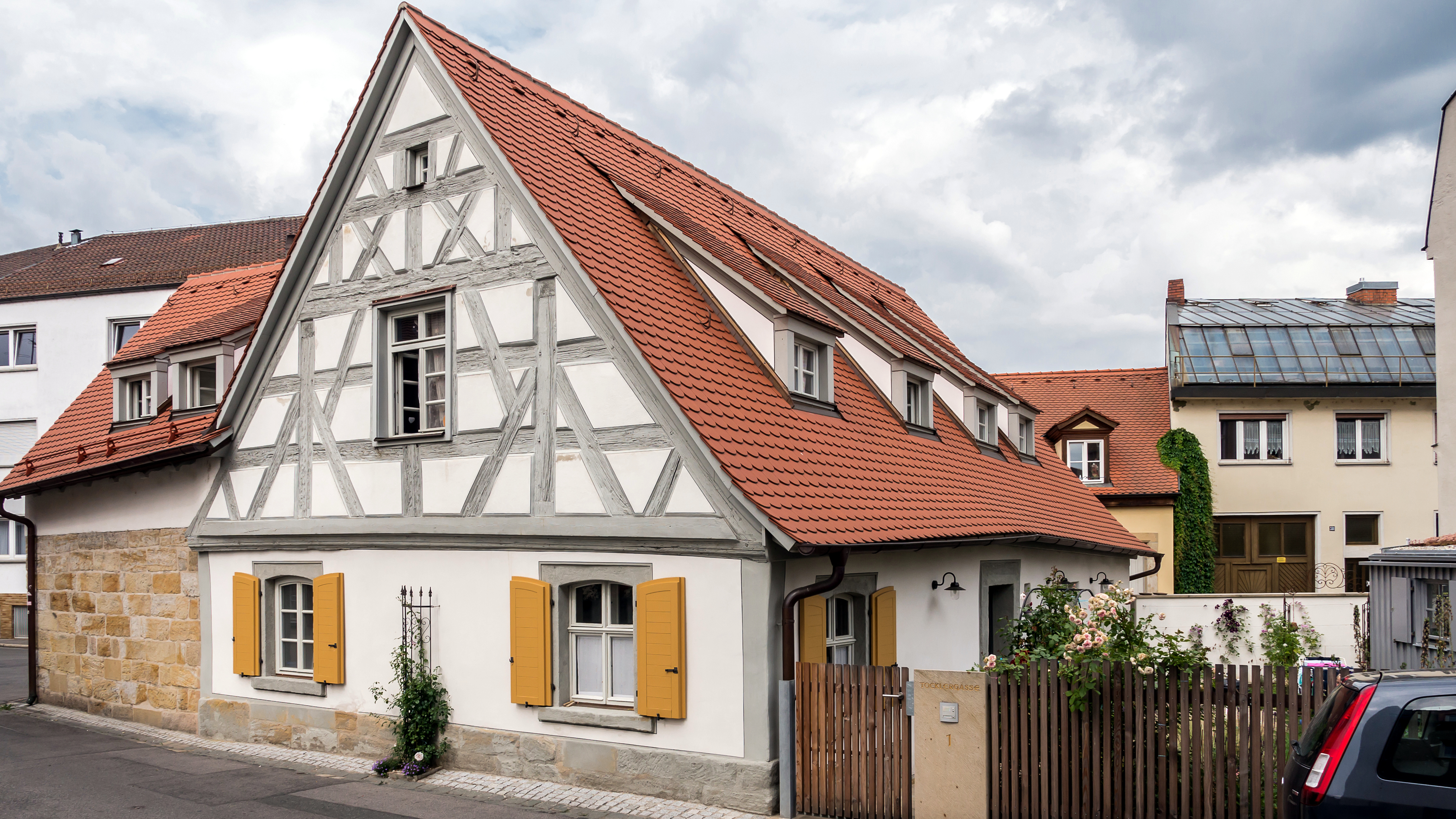
Haus Tocklergasse 1 in Bamberg

Das Gebäude Tocklergasse 1 in Bamberg, einer Stadt im bayerischen Regierungsbezirk Oberfranken, wurde im späten 17. oder frühen 18. Jahrhundert errichtet. Das Fachwerkhaus ist ein geschütztes Baudenkmal.

## Beschreibung
Der eingeschossige giebelständige Satteldachbau besitzt einen Fachwerkgiebel. Eine gefasste Balken-Bohlen-Decke und die Treppe sind aus der Bauzeit vorhanden. 
Die Eigentümer Birgit und Peter Fröhlich erhielten im Jahr 2014 die Denkmalschutzmedaille des Freistaates Bayern für die vorbildliche Renovierung des Baudenkmals.